# شهباز شريف
ميان محمد شهباز شريف (بالأردية: مِیاں مُحَمَّد شَہْباز شَرِیف) (23 سبتمبر 1951 -) هو سياسي ورجل أعمال باكستاني، يشغل منصب رئيس وزراء باكستان العشرين منذ مارس 2024، بعد أن شغل المنصب سابقًا نفس المنصب بين منذ 11 أبريل 2022 الى 13 أغسطس 2023. كما شغل منصب رئيس الرابطة الإسلامية الباكستانية (ن) وشغل منصب رئيس وزراء البنجاب ثلاث مرات في حياته السياسية، مما جعله رئيس وزراء البنجاب الأطول مدة.
انتخب شهباز عضوا في الجمعية الإقليمية للبنجاب في عام 1988 وإلى الجمعية الوطنية الباكستانية في عام 1990. انتخب مرة أخرى لعضوية مجلس البنجاب في عام 1993 وعُيِّن زعيم المعارضة. انتخب رئيسا لوزراء البنجاب لأول مرة في عام 1997، وأدى شهباز اليمين كرئيس لوزراء البنجاب في 20 فبراير 1997. بعد الانقلاب الباكستاني عام 1999، قضى شهباز مع أسرته سنوات من المنفى الذاتي في المملكة العربية السعودية، وعادوا إلى باكستان في عام 2007. ثم أصبح رئيسًا للوزراء لولاية ثانية بعد فوز حزب الرابطة الإسلامية الباكستانية في مقاطعة البنجاب في الانتخابات العامة الباكستانية لعام 2008. ثم رئيسًا لوزراء البنجاب للمرة الثالثة في عام 2013، وقضى فترة ولايته حتى هزيمة حزبه في الانتخابات العامة الباكستانية 2018. رشح كرئيس للرابطة الإسلامية الباكستانية (ن) بعد استبعاد شقيقه نواز شريف من تولي المنصب. وأصبح قائدًا للمعارضة بعد انتخابات 2018.
في ديسمبر 2019 جمّد ديوان المحاسبة الوطني 23 عقارًا تعود ملكيتها لشهباز ونجله حمزة شريف، متهماً إياهما بغسل الأموال. وفي 28 سبتمبر 2020 اعتقل شهباز في محكمة لاهور العليا بتهمة غسل الأموال، وسُجن على ذمة المحاكمة. وفي 14 أبريل 2021 أفرجت محكمة لاهور العليا عنه بكفالة. وسط الأزمات السياسية الباكستانية 2020-2022 انتخب رئيسًا للوزراء في 11 أبريل 2022 بعد سحب الثقة من حكومة عمران خان.

## الحياة الشخصية

### نشأته وتعليمه
ولد شهباز في 23 سبتمبر 1951، وينتمي لعائلة شريف، وهي عائلة سياسية كشميرية ناطقة باللغة البنجابية في لاهور بالبنجاب. كان والده ميان محمد شريف رجل أعمال وصناعي من الطبقة المتوسطة، هاجرت عائلته منأنانتناج في كشمير للعمل، واستقر في نهاية المطاف في قرية جاتي عمرة في منطقة أمريتسار في بداية القرن العشرين، جاءت عائلة والدته من بولواما. بعد تقسيم الهند واستقلال باكستان عام 1947، هاجر والديه من أمريتسار إلى لاهور. والتحق بمدرسة سانت أنتوني الثانوية في لاهور.[بحاجة لمصدر]
حصل شهباز على بكالوريوس الآداب من جامعة الكلية الحكومية في لاهور. بعد التخرج انضم إلى العمل بشركة عائلته «مجموعة اتفاق» وانتخب رئيسًا لغرفة تجارة وصناعة لاهور في عام 1985.

### أسرته
له شقيقان عباس شريف ونواز شريف. نواز هو رئيس وزراء باكستان المنتخب ثلاث مرات. كانت شقيقة زوجته كلثوم نواز شريف، السيدة الأولى لباكستان لثلاث فترات غير متتالية. تزوج شهباز من نصرت شهباز، عام 1973. أنجبا أربعة أطفال: سلمان وحمزة وجافيريا وربيعة. في عام 2003 تزوج شهباز من زوجته الثانية تهمينة دوراني. يعيش في منزل أجداده في لاهور في قصر راويند.

### ثروته
شهباز رجل أعمال، يمتلك بشكل مشترك مجموعة اتفاق، وهي تجمع شركات للصلب بملايين الدولارات. في عام 2013 لوحظ أن شهباز أغنى من شقيقه الأكبر نواز بثروة تُقدر بـ 336900000 روبية باكستانية (2.1 مليون دولار أمريكي).

## بدايته السياسية
بدأ شهباز حياته السياسية بعد انتخابه لعضوية المجلس الإقليمي للبنجاب كمرشح للاتحاد الإسلامي الجمهوري في الانتخابات العامة لعام 1988. حصل على 22372 صوتًا وهزم مرشح حزب الشعب الباكستاني. ومع ذلك، انتهت فترة ولايته قبل الأوان في عام 1990 عندما حُلت الجمعيات.
أعيد انتخابه لعضوية الجمعية الإقليمية في البنجاب في الانتخابات العامة 1990، وحصل على 26408 صوتًا وتغلب على مرشح التحالف الديمقراطي الباكستاني. في نفس الانتخابات انتخب لعضوية الجمعية الوطنية الباكستانية، وحصل على 54506 صوتًا وفاز على جهانجير بدر. انتهت ولايته قبل الأوان في عام 1993، عندما حُلت المجالس.
أعيد انتخابه لمجلس مقاطعة البنجاب كمرشح للرابطة الإسلامية الباكستانية (ن) في الانتخابات العامة 1993. حصل على 28.068 صوتًا وهزم مرشح حزب الشعب الباكستاني. في نفس الانتخابات أعيد انتخابه لعضوية الجمعية الوطنية كمرشح عن حزب الرابطة الإسلامية الباكستانية (ن). حصل على 55867 صوتا وفاز على يوسف صلاح الدين. بعد فترة وجيزة من الانتخابات، انتخب زعيمًا للمعارضة في مجلس مقاطعة البنجاب. خلال فترة حكمه كزعيم للمعارضة، بقي في المملكة المتحدة لعدة سنوات بسبب العلاج الطبي. في غيابه، أصبح شودري برفيز إلهي قائدا بالنيابة للمعارضة في جمعية البنجاب. انتهت فترة عضويته كعضو في جمعية البنجاب وزعيم المعارضة قبل الأوان في نوفمبر 1996، عندما حلت المجالس.

## رئيس وزراء باكستان

### الفترة الأولى (2022-2023)

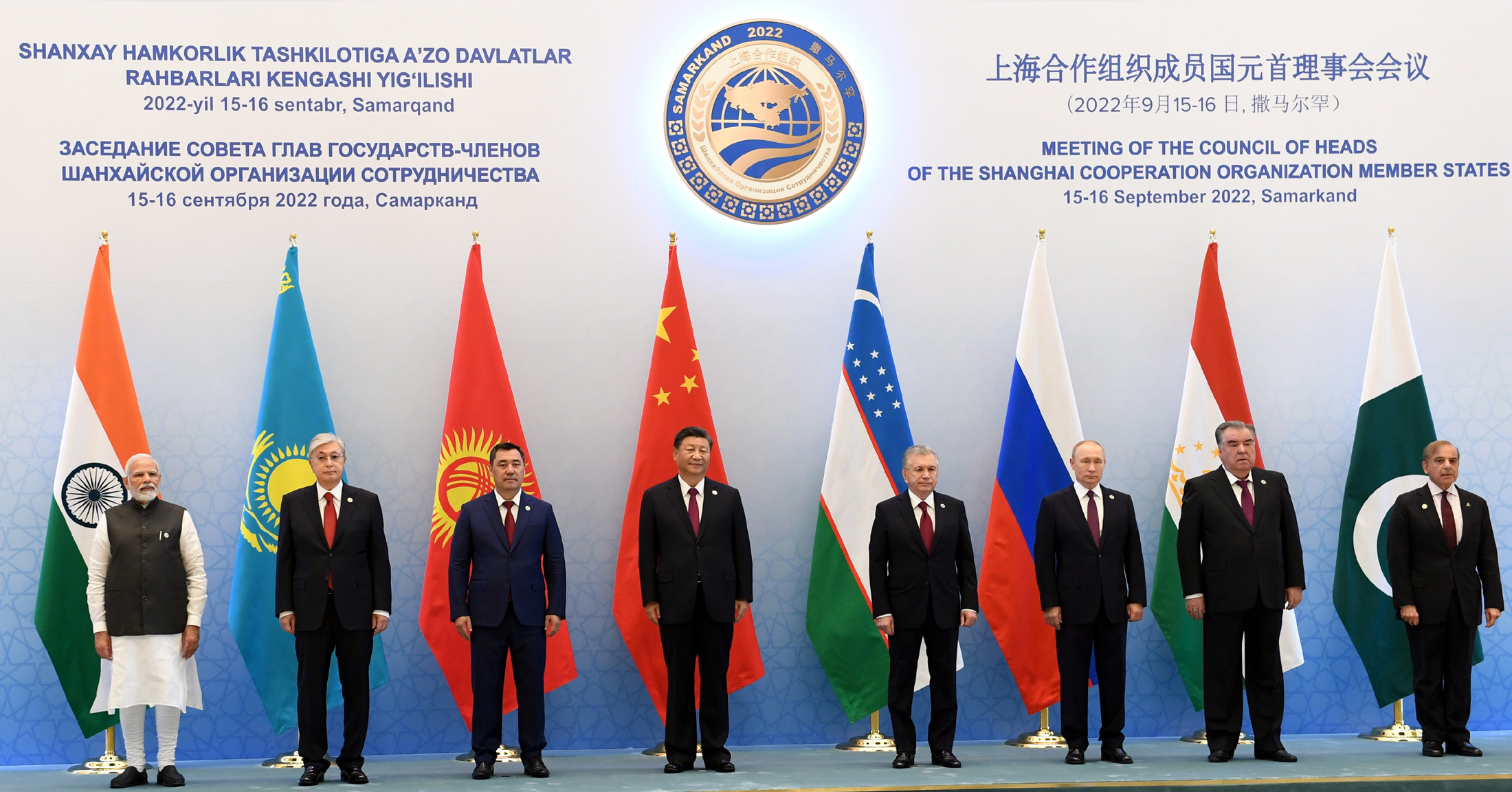
الوصف:زعماء (من اليسار) الهند (رئيس الوزراء ناريندرا مودي)، كازاخستان (الرئيس قاسم جومارت توكاييف)، قيرغيزستان (الرئيس صدر جباروف)، الصين (الأمين العام شي جين بينج)، أوزبكستان (الرئيس شوكت ميرزيوييف)، روسيا (الرئيس فلاديمير بوتن)، طاجيكستان (الرئيس إمام علي رحمان) وباكستان (رئيس الوزراء شهباز شريف) في الاجتماع الثاني والعشرين لمجلس رؤساء دول منظمة شنغهاي للتعاون، في سمرقند، أوزبكستان في 16 سبتمبر 2022

في 10 أبريل 2022 رُشح شريف لمنصب رئيس الوزراء من قبل أحزاب المعارضة بعد تصويت بحجب الثقة عن رئيس الوزراء عمران خان بعد الأزمة الدستورية الباكستانية لعام 2022. انتخب رئيساً للوزراء في 11 أبريل 2022، وأدى اليمين الدستورية في نفس اليوم أمام رئيس مجلس الشيوخ صادق سنجراني، الذي كان ينوب عن الرئيس عارف علوي الذي ذهب في إجازة طبية. وبينما واجهت حكومة الحركة الديمقراطية الباكستانية أسوأ أزمة اقتصادية في باكستان منذ استقلالها، كانت إدارة شريف تأمل في التوصل إلى اتفاق إغاثة مع صندوق النقد الدولي وتحسين العلاقات مع الولايات المتحدة، لكنها لم تتلق سوى رد محدود. أعرب وزير الخارجية الصيني تشين جانغ عن مخاوف واضحة بشأن عدم الاستقرار الداخلي في باكستان، على الرغم من تقديم الصين الدعم الاقتصادي لحليفها القديم.

### الفترة الثانية (2024 - الآن)

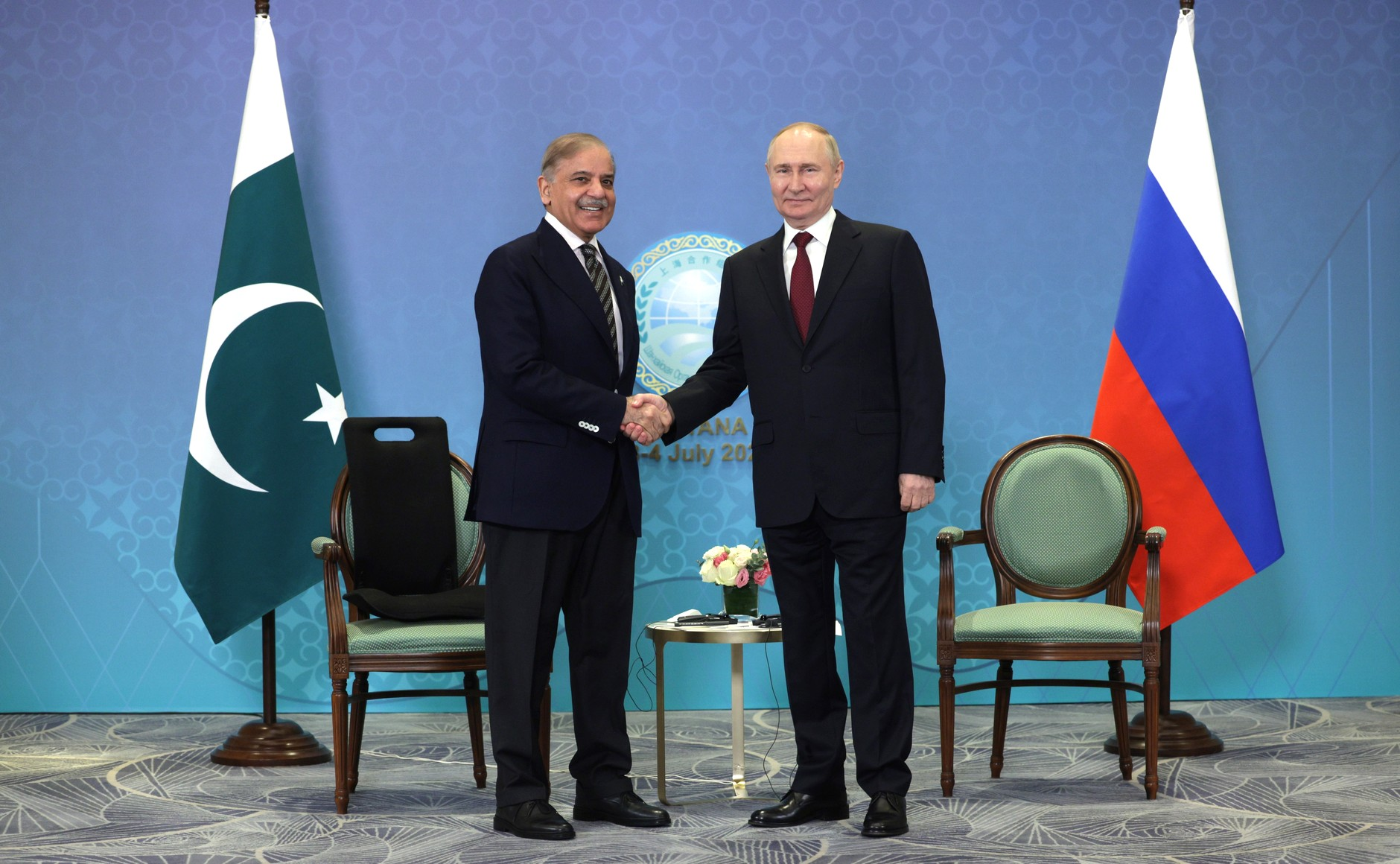
شهباز مع الرئيس الروسي فلاديمير بوتين في 3 يوليو 2024

وفي 3 مارس 2024 انتخب برلمان الباكستان الجديد شهباز شريف رئيساً للوزراء لولاية ثانية وبذلك يكون شهبازشريف عاد للمنصب الذي كان يشغله حتى أغسطس من العام 2023. ونال شريف (72 سنة) أصوات 201 نائب مقابل 92 صوتوا لصالح عمر أيوب خان المدعوم من رئيس الحكومة السابق عمران خان. وفي 4 مارس 2024 أدى شهباز شريف اليمين الدستورية، ليصبح رسميا رئيس وزراء باكستان للمرة الثانية، وتولى المنصب رسميا في مراسم أداء اليمين. شكل حكومة الأقلية مع حزب الشعب الباكستاني، والحركة القومية المتحدة، والرابطة الإسلامية الباكستانية (ق)، وحزب استحكم باكستان، وحزب عوامي بلوشستان. وصف عمران خان الائتلاف بأنه "سرقة في وضح النهار" وحذر "من سوء مغامرة تشكيل حكومة بأصوات مسروقة".
شهدت فترة ولايته الثانية استضافة باكستان لقمة منظمة شنغهاي للتعاون لعام 2024، حيث أجرى شهباز محادثات حول التنمية الإقليمية والتعاون مع الهند وأعضاء آخرين في منظمة شنغهاي للتعاون. كما حاول حظر حزب حركة الإنصاف الباكستانية، وهو أكبر حزب سياسي في باكستان. وشهدت حكومته بدء عملية عزم الاستقامة وحاولت تمرير تعديلات دستورية جديدة تُجري تغييرات على السلطة القضائية في باكستان، على الرغم من أن جماعات المعارضة زعمت أن أعضاءها قد اختطفوا وأن حكومته استخدمت "تكتيكات قسرية" لمحاولة تمرير التعديلات.
استمرت الاحتجاجات في الانتشار في باكستان، مع استمرار الظروف الاقتصادية والضغوط السياسية. أدت شروط صندوق النقد الدولي إلى زيادة معدلات الضرائب، بينما انخفضت القدرة الشرائية بالتزامن مع ركود نمو الأجور، متجاوزةً التضخم.

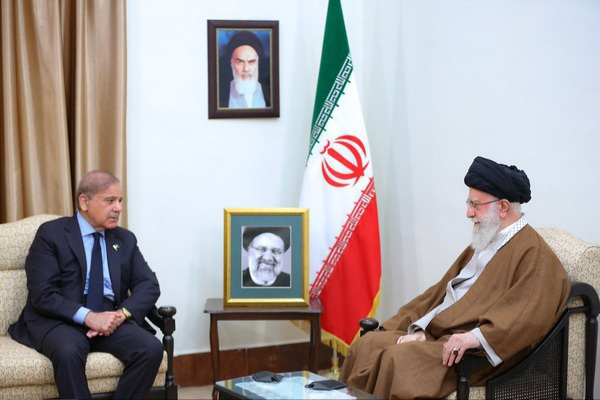
شهباز مع المرشد الأعلى الإيراني في 22 مايو 2024

واصلت حكومة شهباز الحظر غير الرسمي على منصة التواصل الاجتماعي تويتر (X) الذي فرضته حكومة كاكار المؤقتة، وثبتت جدار حماية للإنترنت. تم إنشاء جدار حماية الإنترنت من قبل الحكومة من أجل حظر المحتوى الذي تعتبره دعاية. تعرض جدار الحماية لانتقادات واسعة النطاق بسبب الرقابة. علاوة على ذلك، قُدرت تكلفة مشروع جدار حماية الإنترنت بـ 300 مليون دولار. أدى جدار الحماية إلى تدهور الإنترنت في باكستان والتأثير سلبًا على الشركات. في نوفمبر 2024، أمر شريف باتخاذ إجراءات ضد احتجاجات النداء الأخير لعام 2024 لحزب حركة الإنصاف الباكستانية.

## وصلات خارجية
- الموقع الرسمي